# Прозорість мінералів
Прозорість мінералів – властивість мінералів напрямлено пропускати світло в певній області спектру. 
За ступенем прозорості мінерали поділяють на:
- прозорі (гірський кришталь, ісландський шпат та інші);
- напівпрозорі (халцедон, опал та інші);
- просвічуючі по краях;
- непрозорі (графіт, пірит та інші).

Як правило, мінерали з металевим та напівметалевим блиском є непрозорими, а із скляним та алмазним блиском – прозорими.